# Tulipa sogdiana
Tulipa sogdiana là một loài thực vật có hoa trong họ Liliaceae. Loài này được Bunge miêu tả khoa học đầu tiên năm 1852.